# Nick Stahl
Nicolas Kent Stahl (ur. 5 grudnia 1979 w Harlingen) – amerykański aktor.

## Życiorys

### Wczesne lata
Urodził się w Harlingen, w stanie Teksas jako jedyny syn i najmłodsze dziecko Donny Lynn Reed i Williama Kenta Stahla. Jej rodzina miała pochodzenie niemieckie i angielskie. Ma dwie starsze siostry, Bonny i Emily. Dorastał w Dallas. 

### Kariera
W wieku czterech lat wziął udział w reklamie telewizyjnej. Mając 12 lat po raz pierwszy wystąpił na małym ekranie w dreszczowcu CBS Obcy przy moich drzwiach (Stranger at My Door, 1991) u boku Roberta Uricha. Na kinowym ekranie zadebiutował w roli 12–letniego Charlesa E. „Chucka” Norstadta w dramacie Mela Gibsona Człowiek bez twarzy (The Man Without a Face, 1993), za którą był nominowany do Young Artist Award. 
Zagrał w sensacyjnym dramacie wojennym Cienka czerwona linia (The Thin Red Line, 1998), dramacie kryminalnym Larry’ego Clarka Zabić drania (Bully, 2001), dramacie Za drzwiami sypialni (In the Bedroom, 2001), kasowym dreszczowcu sci-fiTerminator 3: Bunt maszyn (Terminator 3: Rise of the Machines, 2003) i sensacyjnym dramacie kryminalnym Sin City: Miasto grzechu (Sin City, 2005). Pojawił się także na srebrnym ekranie jako Ben Hawkins w serialu fantasy HBO Carnivale (Carnivàle, 2003-2005). Nie zgodził się przyjąć roli Johna Connora w filmie Terminator: Ocalenie (2009), a postać tę przejął Christian Bale.

## Życie prywatne
Zamieszkał w Los Angeles. 4 czerwca 2009 ożenił się z Rose Murphy. Mają córkę Marlo. W 2012 ogłosił separację z żoną. W 2017 przeprowadził się do Teksasu.

## Filmografia

### Filmy
- 1993: Człowiek bez twarzy (The Man Without a Face) jako Chuck
- 1994: Bezpieczne przejście (Safe Passage) jako Simon Singer
- 1995: Niezwykła Opowieść (Tall Tale) jako Daniel Hackett
- 1997: Oko Boga (Eye of God) jako Tom Spencer
- 1998: Soundman jako Tommy Pepin
- 1998: Cienka czerwona linia (The Thin Red Line) jako Szeregowy Edward Beade
- 1998: Grzeczny świat (Disturbing Behavior) jako Gavin Strick
- 2000: Sunset Strip jako Zach
- 2000: All Forgotten jako Vladimir
- 2001: Za drzwiami sypialni (In the Bedroom) jako Frank Fowler
- 2001: Bully jako Bobby Kent
- 2001: The Sleepy Time Gal jako Morgan
- 2002: Tabu (Taboo) jako Christian Turner
- 2003: Twist jako Dodge
- 2003: Terminator 3: Bunt maszyn (Terminator 3: Rise of the Machines) jako John Connor
- 2003: Bookies jako Toby
- 2005: Sin City – Miasto Grzechu (Sin City) jako Roark Junior/Żółty drań
- 2006: A Cool Breeze on the Underground jako Neal Carey
- 2006: The Night of the White Pants jako Raff
- 2006: Quid Pro Quo jako Isaac
- 2006: How to Rob a Bank
- 2007: Camille jako Silas
- 2008: Quid pro quo jako Isaac Knott
- 2011: Afghan Luke jako Luke Benning

### Filmy TV
- 1991: Obcy przy moich drzwiach (Stranger at My Door) jako Robert Fortier
- 1992: Kobieta z przeszłością (Woman with a Past) jako Brian
- 1994: Wypadek w miasteczku (Incident in a Small Town) jako John
- 1995: Blue River jako młody Edward
- 1996: Mój syn jest niewinny (My Son Is Innocent) jako Eric Sutter
- 1999: Owoce miłości (Seasons of Love) jako dorosły Grover
- 2002: Ćpuny (Wasted) jako Chris
- 2010: Lustra 2 (Mirrors 2) jako Max Matheson

### Seriale TV
- 1997: Podróż do Ziemi Obiecanej (Promised Land) jako Billy Sullivan
- 1998: Herkules (Hercules) jako Castor (głos)
- 2003-2005: Carnivale (Carnivàle) jako Ben Hawkins
- 2009: Prawo i porządek: sekcja specjalna jako Peter Harrison
- 2012: Kłamstwa na sprzedaż jako Kurt
- 2012: Anatomia prawdy jako Marcel Trevino